# 진노 메구미
진노 메구미는 에로망가 선생에서 등장하는 등장인물이다. 귤색머리의 포니테일이며, 탄생일은 5월 16일의 황소자리이다.